# Copilot

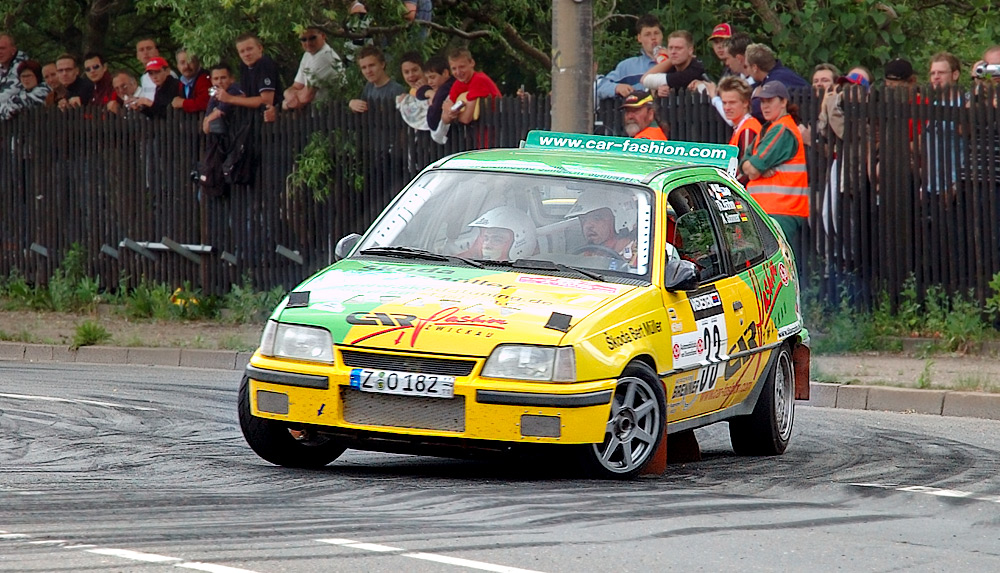
El copilot està assegut més baix en el cotxe per millorar la distribució del pes.

Un copilot és el navegador d'un cotxe de ral·li en l'esport del ral·li, que s'asseu al seient del passatger davanter. La feina del copilot és ajudar en les tasques de navegació, generalment llegint un conjunt d'indicadors al conductor (què hi ha per davant, on girar, la gravetat del gir i quins obstacles cal tenir en compte). Algunes competicions requereixen interpretació de mapes. A l'etapa de concentració, la comunicació sovint es fa per auriculars de ràdio, a causa de l'alt nivell de soroll al cotxe. El copilot també informa el conductor de qualsevol incidència o accident que s'hagi pogut produir més endavant a l'etapa. La seva funció és especialment crítica en competicions de ral·lis de gamma alta com el WRC. Sovint també es demana als copilots per fer el manteniment del cotxe durant els trams de carretera i les etapes especials, com ara el canvi d'una roda.

## Co-pilots notables

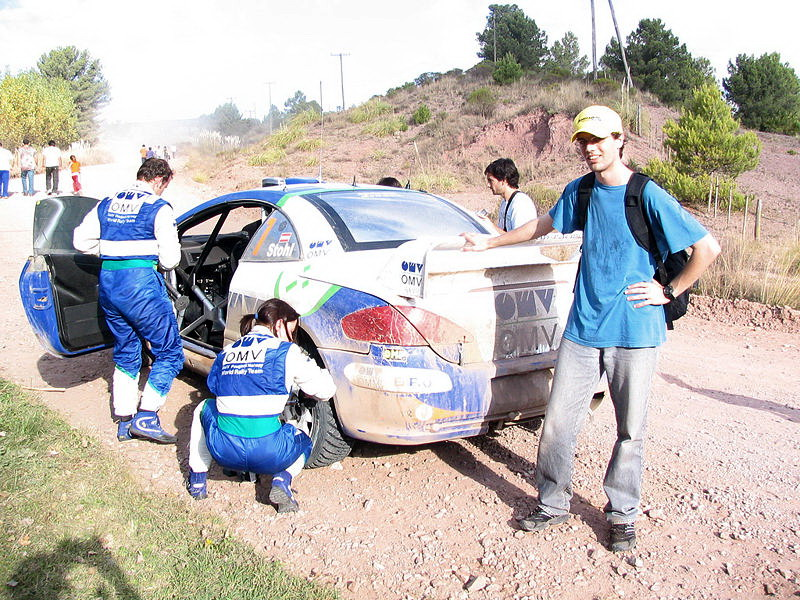
Manfred Stohl i el copilot Ilka Minor canviant un pneumàtic en un tram de carretera del Ral·li d'Argentina.

- Björn Cederberg
- Sergio Cresto
- Mike Doughty
- Daniel Elena
- Ola Fløene
- Fred Gallagher
- Isabelle Galmiche
- Christian Geistdörfer
- Ana Goñi
- Nicky Grist
- Seppo Harjanne
- Arne Hertz
- Julien Ingrassia
- Denis Jenkinson
- Jarmo Lehtinen
- Lee McKenzie
- Gino Macaluso
- Risto Mannisenmäki
- Tony Mason
- Phil Mills
- Luis Moya
- Michael Park
- Maurizio Perissinot
- Fabrizia Pons
- Timo Rautiainen
- Robert Reid
- Nathalie Richard
- David Richards
- Derek Ringer
- Tiziano Siviero
- Tina Thörner
- Jean Todt
- Martin Järveoja